# Ley seca en los Estados Unidos

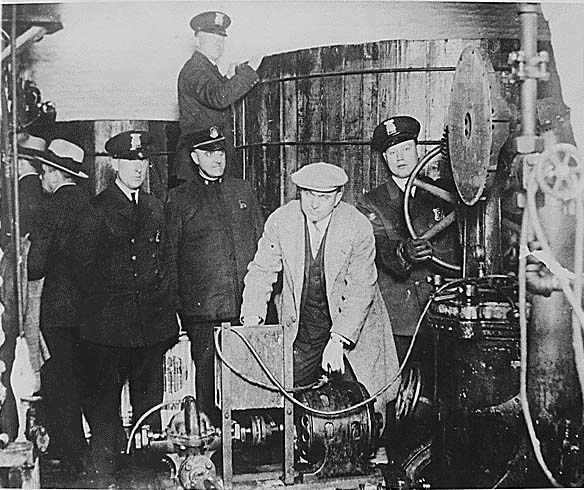
La policía de Detroit decomisa el equipo de una cervecería clandestina.

La ley seca, entendida como la prohibición de vender bebidas alcohólicas, estuvo vigente en los Estados Unidos entre el 19 de enero de 1920 y el 6 de diciembre de 1933. Fue establecida por la Enmienda XVIII a la Constitución de los Estados Unidos y derogada por la Enmienda XXI.

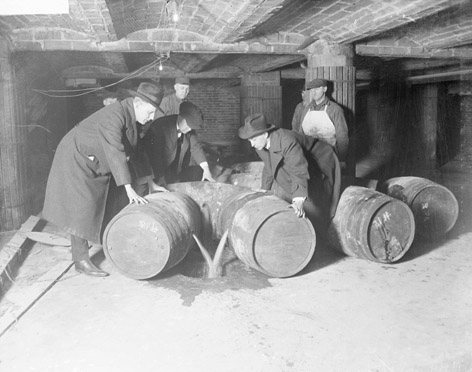
Agentes de prohibición destruyendo barriles de alcohol en 1921.

## Orígenes
En los Estados Unidos había existido desde el comienzo del siglo XIX un Movimiento por la Templanza (o Temperancia), entendida primero como moderación en el comer y en el beber, luego como prohibición total de consumir alcohol, y finalmente como una condena de todo lo relacionado con el alcohol, especialmente la industria que lo producía y lo vendía. A lo largo del siglo XIX diversos líderes religiosos de iglesias protestantes habían insistido públicamente en regular el libre consumo de alcohol, al cual culpaban de diversos males sociales.
El incremento de la inmigración a los Estados Unidos desde 1850 puso a los líderes religiosos estadounidenses en contacto con amplias masas de inmigrantes extranjeros que no compartían sus opiniones respecto a la restricción del consumo de licores. Los inmigrantes irlandeses, alemanes, y de Europa Oriental habían traído sus propias costumbres domésticas más tolerantes hacia el consumo de alcohol, mientras que los predicadores protestantes más conservadores (mayoritariamente anglosajones) insistían en que los recién llegados adoptaran su opinión contraria al libre consumo de licores.
La Guerra de Secesión había impedido el desarrollo de mayores campañas para impedir el libre consumo de alcohol, pero la expansión hacia el oeste había causado que gran parte del territorio recién anexado a los EE. UU. se desarrollase libre de las influencias más conservadoras de Nueva Inglaterra. No obstante, hacia 1890 la «frontera del Oeste» ya había desaparecido y la propaganda del Movimiento por la Templanza adquiría relevancia nacional. A esta corriente se unieron diversos intelectuales progresistas y liberales, así como líderes sindicales de izquierda, que condenaban el consumo de alcohol como elemento provocador de atraso y pobreza entre las masas de obreros que empezaban a llenar las ciudades de EE. UU. Estos grupos apoyaron la labor de los predicadores religiosos en el medio político, reclamando normas que redujeran el consumo de alcohol.

### El incidente de Hull House
Durante gran parte del siglo XIX y los primeros años del XX, la inmigración hizo subir las estadísticas de ebriedad y de violencia intrafamiliar. En 1913, un inmigrante italiano de Chicago llegó un día a casa en un completo estado de ebriedad y quiso mantener relaciones sexuales con su esposa, embarazada, y como esta rechazó someterse, la golpeó brutalmente. Como resultado, el niño habría nacido con malformaciones, pero algunos esparcieron el rumor de que el bebé tenía el aspecto de un demonio. 
La noticia se expandió y la benefactora Jane Adams recogió al niño, que había sido abandonado a su suerte, y lo llevó a Hull House, donde se recibía a niños abandonados. Muchas mujeres comenzaron a contar a la opinión pública que sus maridos llegaban borrachos el fin de semana o simplemente dilapidaban el sueldo en comprar licor, dejándolas en el más completo desamparo. Surgió así el llamado Movimiento por la Templanza, con miembros como Carrie Nation, que eran capaces de atacar tabernas con un hacha y destruir las botellas que allí encontraban. Varios predicadores vinculaban la venta y el consumo de alcohol con un clima general de decadencia y con otros vicios morales tales como la prostitución. Se decía que el consumo de alcohol provocaba pobreza en las masas, enfermedades varias, demencia, y estimulaba la delincuencia, logrando normas de «prohibición total del alcohol» en pequeñas ciudades. 
Los activistas de la templanza aprovecharon la Primera Guerra Mundial como una ocasión para la «mejora moral» del país, resaltando que gran parte de la cerveza consumida por los estadounidenses era producida por industrias de inmigrantes alemanes, y afirmando que reducir el consumo de este licor sería una actividad patriótica. El lobby de los descendientes de emigrantes alemanes, opuestos a la prohibición del alcohol, quedó desacreditado por la propaganda chovinista y no pudo impedir que se preparase el terreno para una prohibición total del alcohol a nivel nacional.

## Los años secos

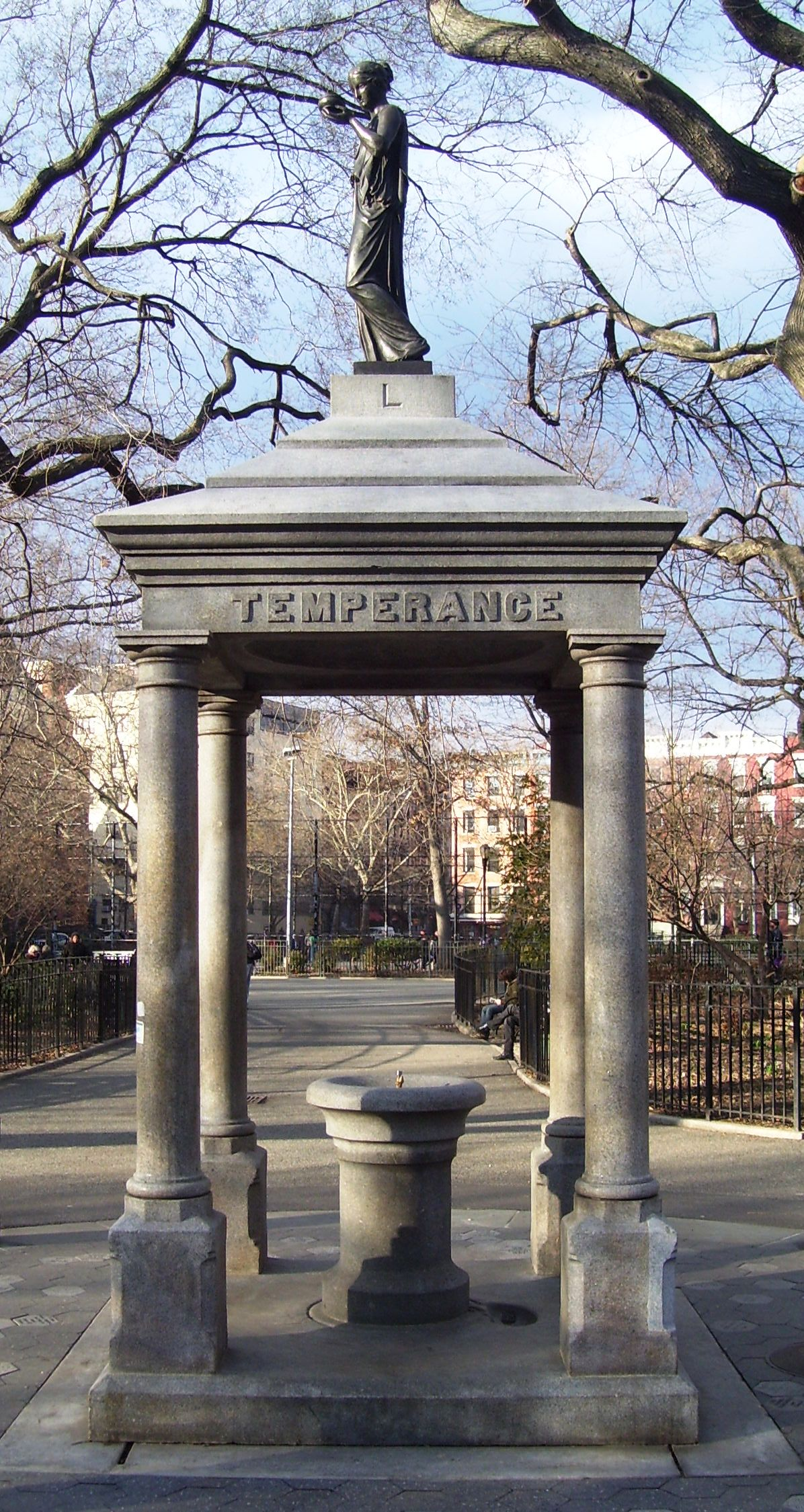
Durante la vigencia de la ley seca proliferaron las «Fuentes de la templanza» que eran bebederos de agua potable

En 1917, el Congreso aprobó una resolución a favor de una enmienda a la Constitución de los Estados Unidos (la Enmienda XVIII) que prohibía la venta, importación, exportación, fabricación y el transporte de bebidas alcohólicas en todo el territorio de Estados Unidos. En enero de 1919 la enmienda fue ratificada por 36 de los 48 estados de la Unión, siendo susceptible de imponerse como ley federal (aplicable a todos los Estados). En octubre del mismo año, se aprobó finalmente la ley Volstead, que implementaba la prohibición dictaminada por la Enmienda XVIII. 

«Esta noche, un minuto después de las doce, nacerá una nueva nación», declaró el senador Andrew Volstead, impulsor de la nueva norma, con optimismo: “El demonio de la bebida hace testamento. Se inicia una era de ideas claras y limpios modales. Los barrios bajos serán pronto cosa del pasado. Las cárceles y correccionales quedarán vacíos; los transformaremos en graneros y fábricas. Todos los hombres volverán a caminar erguidos, sonreirán todas las mujeres y reirán todos los niños. Se cerraron para siempre las puertas del infierno”».

La ley seca (o Prohibition, como fue denominada informalmente en EE. UU.) no prohibía ciertamente el consumo de alcohol (de hecho se siguió importando vino de Jerez para uso «medicinal y religioso»), pero lo hacía muy difícil para las masas, porque prohibía la manufactura, venta y transporte de bebidas alcohólicas, ya fuera para importarlo o exportarlo. Y aunque la producción comercial de vino estaba prohibida, no fue impedida la venta de jugo de uva, que se vendía en forma de «ladrillos» semisólidos (llamados bricks of wine) y eran utilizados para la producción casera de vino, aunque sus fabricantes indicaran en sus envases que los clientes deberían impedir la fermentación del jugo para así no violar la ley.
Durante la década de los años 1920 el consumo de alcohol se redujo a la mitad, y se mantuvo por debajo de los niveles anteriores hasta bien entrados los años 1940, lo que sugiere que socializó a buena parte de la población en hábitos de sobriedad, al menos temporalmente. Ahora bien, tuvo efectos secundarios negativos, y fue perdiendo apoyos progresivamente. Se siguió produciendo alcohol de forma clandestina y también importado clandestinamente de países limítrofes, provocando un auge considerable del crimen organizado. Hubo numerosos casos en donde ciudadanos compraron licor masivamente durante las últimas semanas del año 1919, antes que la ley entrase en vigor el 17 de enero de 1920, para así atender el consumo propio. Si bien la ley impedía la oferta de alcohol, la demanda no había desaparecido. 
La persistencia de la demanda de bebidas alcohólicas estimuló la fabricación y venta de licores, que se convirtió en una importante industria clandestina; la ilegalidad de esta práctica causó que el alcohol así producido adquiriese precios elevados en el mercado negro, atrayendo a este a importantes bandas de delincuentes. Un buen ejemplo de esto fueron Al Capone (inspiración de infinidad de películas, tales como Los intocables de Eliot Ness) y otros jefes de la Mafia estadounidense, que ganaron millones de dólares mediante el tráfico y la venta clandestina, expandiendo sus actividades criminales a casi todo el país, e involucrando la corrupción de numerosísimos funcionarios y policías encargados de hacer cumplir la ley seca.
Muchos de los delitos más serios de la década de 1920, incluyendo robo y asesinato, fueron resultado directo del negocio clandestino de alcohol que operó durante la ley seca. El propio Capone llegó a influir directamente sobre varios barrios de la ciudad de Chicago para que se le permitiera continuar su negocio ilícito a cambio de sobornos o amenazas, mientras su banda, junto con decenas de otras, luchaban violentamente entre sí a lo largo del territorio estadounidense para controlar el muy lucrativo tráfico de alcohol. 
La ley seca debió considerar excepciones en el caso de los médicos, que recetaban la ingestión de alcohol como tratamiento terapéutico en situaciones muy específicas o el uso religioso de vino para el rito cristiano de la eucaristía y los rituales judíos del sabbat. No obstante, estas situaciones eran demasiado excepcionales para servir como excusa a la mayoría de los consumidores de alcohol, por lo cual diversos comerciantes ilegales adulteraban el alcohol previamente destinado para usos industriales, con el fin de transformarlo en bebida; tales hechos generaron casos dramáticos de envenenamientos y dolencias posteriores como resultado de la intoxicación. Incluso un medicamento de la época basado en etanol, el «jamaica ginger», fue modificado como licor, causando también serios daños a la salud de sus consumidores.

## El fin de la ley seca
Durante la década de 1920 la opinión pública dio un giro, y la gente decidió que había sido peor el remedio que la enfermedad. El consumo de alcohol no solo subsistió, sino que ahora continuaba de forma clandestina y bajo el control de feroces mafias. En vez de resolver problemas sociales tales como la delincuencia, la ley seca había llevado el crimen organizado a sus niveles más elevados de actividad como nunca antes se había percibido en los Estados Unidos. Antes de la prohibición había 4000 reclusos en todas las prisiones federales, pero en 1932 había 26 859 presidiarios, síntoma de que la delincuencia común había crecido gravemente, en vez de disminuir. El gobierno federal gastaba enormes cantidades de dinero tratando de forzar la obediencia a la ley seca, pero la corrupción de las autoridades locales y el rechazo de las masas a la Prohibición, demostrada por el hecho de que el consumo no disminuía, hacían más impopular sostener la ley Volstead. 
El millonario John D. Rockefeller, quien había apoyado la prohición en 1919, comentó inclusive en 1932: «En general ha aumentado el consumo de alcohol, se han multiplicado los bares clandestinos y ha aparecido un ejército de criminales»[cita requerida], declarando que su opinión había cambiado al respecto. El grave aumento de la violencia delictiva en los Estados Unidos impulsó que a partir de 1930 en la opinión pública se culpara a la ley seca, y no al consumo de alcohol, como causante del aumento de la criminalidad.
En 1932 el Partido Demócrata incluyó en su plataforma la intención de derogar la ley seca, y Franklin Roosevelt dijo que, de ser elegido presidente, derogaría las leyes que aplicaban la ley seca. Se estima que hacia 1932, tres cuartos de la población favorecía el fin de la veda. El crac del 29 había estimulado al gobierno federal para buscar nuevas fuentes de financiamiento de impuestos, mientras que otros consideraban la industria del alcohol como un posible factor dinamizador de la deprimida economía estadounidense, además de ser capaz de generar nuevos puestos de trabajo.
El 21 de marzo de 1933 Roosevelt firmó el Acta Cullen-Harrison que legalizaba la venta de cerveza que tuviera hasta 3,2 % de alcohol y la venta de vino, siendo aplicable a partir del 7 de abril de ese mismo año, derogando la ley Volstead. Meses después diversas convenciones estatales ratificaron la Enmienda XXI a la Constitución de Estados Unidos, que derogaba la Enmienda XVIII. La nueva enmienda fue ratificada el 5 de diciembre de 1933 por el Senado de los Estados Unidos.

## Restricciones actuales

Mapa de EE. UU. que muestra los «condados secos» (rojo), sin restricciones al alcohol (celeste) y control mixto (amarillo). a partir de marzo de 2012

Algunos estados continuaron aplicando leyes locales para prohibir o limitar la venta de alcohol. Aunque la ley federal permite en todo el país la venta de alcohol a mayores de 21 años, existen en los Estados Unidos una gran variedad de leyes federales, estatales y locales que limitan y regulan la producción, la venta y el consumo de alcohol de acuerdo con factores muy variados, aunque sin repetir la prohibición absoluta de la década del 1920.

### Prohibiciones de domingo: las «leyes azules»
Existen en algunas partes de los Estados Unidos las llamadas «blue laws» (literalmente, «leyes azules»), que son de motivación religiosa y tienden a proteger el descanso dominical. Muchas de las «leyes azules» han sido declaradas inconstitucionales, pero no así las leyes azules por las que en algunos estados o condados hasta el día de hoy restringen la venta de bebidas alcohólicas en domingo.

### Prohibición total de venta: «condados secos»
Existen en los Estados Unidos cientos de condados y ciudades, llamados «condados secos» y «ciudades secas» que prohíben la venta (aunque no el consumo) del alcohol. Las personas que desean adquirir alcohol, deben viajar a otras ciudades o condados. La mayoría de dichos condados y ciudades se hallan en el sur de los Estados Unidos.[cita requerida]

### Prohibición total de consumo: pueblos indígenas
Un ejemplo extremo de ley seca aún vigente existe en algunos pueblos rurales de la nación de los navajos o en Alaska, que han prohibido por completo la importación, venta y aun el consumo de bebidas alcohólicas. Los infractores pueden ser arrestados. Estos son intentos radicales de solucionar el gravísimo problema del alcoholismo y el suicidio en zonas rurales, especialmente entre la población nativa, tales como los diné o los inuit.